# Frank Ellis Smith

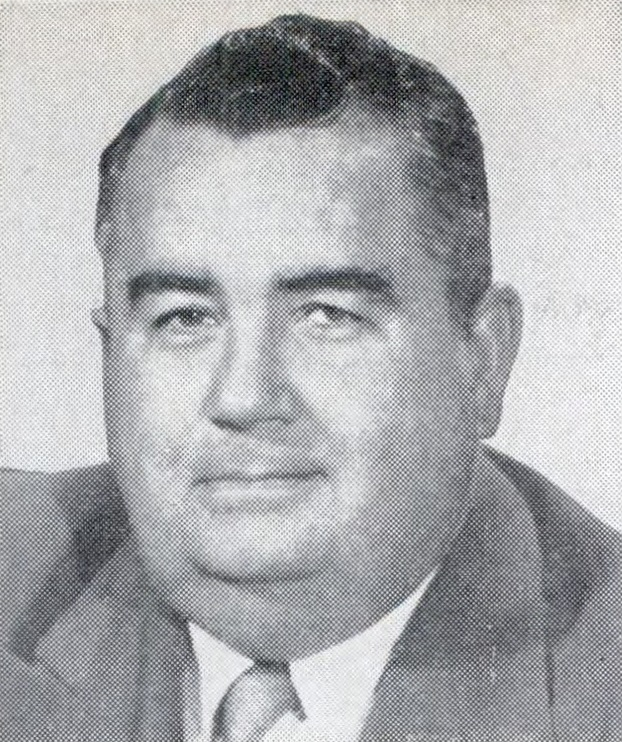
Imagem de Frank Ellis Smith.

Frank Ellis Smith (21 de fevereiro de 1918 - 2 de agosto de 1997) foi um político estadunidense do Mississipi.

## Carreira
Nascido em Sidon, Mississippi, Smith frequentou as escolas públicas de Sidon e Greenwood, Mississippi. Formou-se em Moorhead, Mississippi, em 1936 e da Universidade de Mississippi em 1941. Entrou para o Exército dos Estados Unidos como soldado em 9 de fevereiro de 1942. Fez a pós-graduação na Escola de Campo como candidato a oficial de artilharia. Serviu na Europa como um capitão do Duzentos e Quarenta e terceiro campo Batalhão de Artilharia, o Terceiro Exército. Ele teve alta de Reservas como um grande campo de Artilharia em 13 de fevereiro de 1946. Estudante na universidade americana , Washington DC, em 1946. Assistente Legislativo Senador dos EUA John Stennis 1947-1949. Ele serviu como membro do Senado estadual 1948-1950.

Smith foi eleito como um democrata para a segunda Oitenta e cinco Congressos sucesso e serviu de 3 de janeiro de 1951, até sua renúncia, 14 de novembro de 1962. Ele foi um êxito para o renomination em 1962 para o Congresso Oitenta e oito. 

Ele serviu como membro do Conselho de Administração, Tennessee Valley Authority, 14 de novembro de 1962, para 18 de maio, 1972. Ele serviu como diretor adjunto, a placa do estado de Illinois do ensino superior 1973-1974. Professor visitante, Virginia Polytechnic Institute 1977-1979. Ele serviu como assistente especial do governador do Mississipi William Winter 1980-1983.
Smith foi eleito companheiro da vida, do Conselho Regional do Sul, 1984. Ele morreu em Jackson, Mississippi , 2 de agosto de 1997.